# Dorin Genpo

Dorin Genpo Mai 2005

Dorin Genpo (* 25. April 1955 als Hans Rudolf Döring) ist ein deutscher Zenpriester, Gründer des buddhistischen Zentrums Bodaisan Shoboji und verurteilter Pädokrimineller. Er war Vorstandsmitglied und Ehrenrat der Deutschen Buddhistischen Union und Vizepräsident der buddhistischen Weltgemeinschaft World Fellowship of Buddhists. Im Juli 2017 wurde er vom Landgericht Augsburg wegen sexuellen Missbrauchs von Kindern in mehr als 25 Fällen zu sieben Jahren und neun Monaten Haft verurteilt.

## Leben und Wirken
Im Jahr 1977 begann der damalige Polizeibeamte Rudolf Döring mit der Praxis des Zen. 1985 wurde er nach mehreren Aufenthalten in Japan Schüler von Hozumi Gensho. 1988 gründete er in Deutschland die Hakuin-Zen-Gemeinschaft e.V. 1990 wurde er in Japan zum Priester geweiht und erhielt den Namen Dorin Genpo. 1991 trat er ins Zen-Kloster Empukuji in Kyōto ein und wurde Schüler von Nishikata Tansetzu Roshi. Er erhielt eine formelle Ausbildung als Priester und kehrte mit Lehrerlaubnis nach Deutschland zurück, wo er 1992 den Tempel Bodaisan Shoboji in Dinkelscherben gründete. Rudolf Döring trägt als Zenpriester den Titel Oshō.
Genpo Dorin war Angehöriger des Vorstands und Ehren-Mitglied des Rates der Deutschen Buddhistischen Union, Vizepräsident der World Fellowship of Buddhists und im Rahmen der Ausbildung für buddhistische Religionslehrer in Deutschland tätig. Er führte zudem Reisen europäischer Buddhisten zu Pilgerstätten in Japan durch. Überdies brachte er Meister des Teewegs und des Pinselwegs nach Deutschland. Auf dem Gebiet des interreligiösen Dialogs engagierte sich Dorin Genpo viele Jahre auf buddhistischer Seite im christlich-buddhistischen Dialog.
Neben seinen buddhistischen Aktivitäten betätigte sich Rudolf Genpo Döring politisch in der SPD. Er war örtliches Vorstandsmitglied der Partei und Gemeinderat. „Der Buddhist ist in Augsburg kein Unbekannter. Er nahm regelmäßig am ‚Runden Tisch der Religionen’ teil. Die Stadt hat ihm sogar einen buddhistischen Friedenspreis aus Südkorea zu verdanken.“ Als engagierter Buddhist nahm er regelmäßig zu politischen und gesellschaftlichen Themen Stellung. Zum Beispiel sprach er sich für den Rücktritt des Bundespräsidenten Christian Wulff aus: „’Längst überfällig’, nennt Genpo Döring diesen Schritt. [...] ‚Wulff fehlte die moralische und ethische Voraussicht.’ Wulff könne kein Vorbild mehr sein, wenn er den Anforderungen seines Amtes selbst nicht gerecht werde.“
Genpo Döring war verheiratet und ist Vater von drei Kindern.

## Sexueller Missbrauch von Kindern und Verurteilung
Im Juli 2016 kam Rudolf Genpo Döring in Untersuchungshaft, weil ein dringender Tatverdacht des  sexuellen Missbrauchs von Kindern bestand. Ihm wurden „in der Anklage fast 30 Fälle vorgeworfen, fünf davon stuft die Staatsanwaltschaft als schweren sexuellen Kindesmissbrauch ein.“ Im Juni 2017 legte er ein umfassendes Geständnis vor dem Landgericht Augsburg ab. Seine Opfer zwischen vier und dreizehn Jahren suchte er unter jungen Menschen, die ihn als Priester konsultierten, in einem Flüchtlingsheim und in seinem familiären Umkreis. Des Weiteren wurden rund 2800 Dateien kinderpornografischen Materials in seinem Besitz gefunden. Auch von seinen Opfern fertigte er teilweise pornografische Fotos an. Im Juli 2017 erfolgte die Verurteilung durch das Augsburger Gericht zu sieben Jahren und neun Monaten Gefängnis.

## Werke
- Literatur von und über Dorin Genpo im Katalog der Deutschen Nationalbibliothek

- Einführung in die Meditation (ISBN 3-934209-04-1)
- Was ist Zen? (ISBN 3-934209-09-2)
- Zen im Westen – westliches Zen (ISBN 3-934209-10-6)
- Mein Weg zum Zen (ISBN 3-934209-11-4)
- DVD: Zen-Ethik (BUD11-17)